# Polyméthylsiloxane polyhydraté
Le Polyméthylsiloxane Polyhydraté (PMS PH) ou hydrogel d'acide méthylsilicique (nom commercial - Enterosgel) est un adsorbant intestinal, destiné à se lier dans le tractus gastro-intestinal et à éliminer les substances toxiques de diverses natures, les agents pathogènes et les métabolites du corps. C'est une masse pâteuse homogène de couleur blanche ou presque blanche, inodore et insipide.
Code Classe ATC A07B Les Adsorbants Intestinaux
Forme médicamenteuse: Pâte pour administration par voie orale. Gel pour la préparation d'une suspension orale.

## Informations générales
Enterosgel (PMS PH) est un composé organosilicié polymère semblable à un gel.

### Mécanisme d'action
1. Le PMS PH possède une structure poreuse composée de nanoglobules polymères fusionnés et de vides entre eux remplis d'eau.
2. Les adsorbants intestinaux sont généralement des adsorbants non sélectifs, cependant, le PMS PH a un profil d'adsorption unique, montrant une capacité de sorption croissante avec l'augmentation du poids moléculaire du soluté, limitant ainsi l'adsorption indésirable de petites molécules telles que les médicaments et les nutriments[5]

| |  |  |  |
| 1. Lumière. 2. Muqueuse digestive. 3. Métabolites et substances toxiques. 4. Les métabolites et les substances toxiques sont liés par PMS PH. |  |  |  |

## Action pharmacologique
Pharmacocinétique 
Le PMS PH n'est pas absorbé par le tractus gastro-intestinal et il est excrété inchangé dans les 12 heures.
Pharmacodynamie 
Dans la lumière du tractus gastro-intestinal, le PMS PH lie et élimine du corps les substances toxiques endogènes et exogènes, notamment les bactéries et les toxines bactériennes, les antigènes, les allergènes alimentaires, les médicaments et les poisons, les sels de métaux lourds et l'alcool. Le PMS PH adsorbe certains produits métaboliques de l'organisme, notamment l'excès de bilirubine, d'urée, de cholestérol et de complexes lipidiques, des métabolites responsables du développement de la toxicose endogène .

## Principales indications[7]
L'efficacité et la sécurité du médicament pour les indications enregistrées sont constamment surveillées dans le cadre de la pharmacovigilance de routine conformément aux exigences de l'Union eurasienne et de l'Union européenne (GVP). Les résultats d'études cliniques randomisées, y compris des études en double aveugle contrôlées par placebo, en Russie, dans la CEI, en Europe, etc., sont évalués. L'étude RELIEVE IBS-D a été réalisée au Royaume-Uni et a reçu de nombreux prix nationaux et internationaux  pour son utilisation d'une technologie de pointe  , et a même été incluse dans les essais cliniques 2023 du ministère de la Santé d'Angleterre. Le PMS PH est inclus dans les recommandations cliniques des organisations médicales étatiques et non étatiques de spécialistes des pays de la CEI et d'Europe .
Le PMS PH, conformément aux instructions d'usage médical, est utilisé chez les adultes, y compris les femmes enceintes et allaitantes et les enfants pour le traitement et la prévention des événements indésirables:
- les intoxications aiguës et chroniques d’origines diverses[17] (par exemple alcool[18], botulisme[19]), notamment virales[20] et bactériennes[21]. Par exemple, dans une étude menée en Croatie, en tant que traitement complémentaire chez des femmes recevant une radiothérapie et une chimiothérapie pour le chondrosarcome, il a contribué à réduire les symptômes d'intoxication (nausées, vomissements, etc.)[22].
- hyperbilirubinémie (hépatite virale)[23].
- insuffisance rénale chronique[24].
- maladies allergiques, telles que la dermatite atopique[25].
- diarrhée aiguë[26] (compris rotavirus[27]) et chronique[28].
- élimination des métaux lourds et des radionucléides incorporés, comme en témoigne l'expérience clinique après la catastrophe de Tchernobyl[29].